# Xmail
Xmail是X的一项电子邮件服务，目前伊隆·馬斯克已在其社交媒体平台X（前称Twitter）上确认了Xmail的即将推出，但尚未提供有关该服务的具体功能、发布日期或定价的详细信息。

## 歷史
2024年12月16日，伊隆·馬斯克在X（前稱 Twitter）上確認了計劃推出Xmail電子郵件服務。當時，博主@DogeDesigner在X平台上爆料了Xmail的消息，稱電子信箱帳號格式為“用戶名@x.com”。馬斯克隨後轉發並確認了這一訊息，表示「是的，在要做的事情清單上」（Yeah. On the list of things to do.）。然而，他並未提及該服務的上線時間。